# Österbottensstarr
Österbottensstarr (Carex halophila) är ett flerårigt halvgräs som växer i tuvor. Den är sällsynt i Sverige men förekommer längs kusten i Norrbotten.